# Li Xiaolu (nadadora)
Li Xiaolu (em chinês:  李晓璐; Xiangtan, 7 de novembro de 1992) é uma nadadora sincronizada chinesa, medalhista olímpica. 

## Carreira
Li representou seu país nos Jogos Olímpicos de 2016, ganhando a medalha de prata por equipes.